# 341
341 (CCCXLI) je bilo navadno leto, ki se je po julijanskem koledarju začelo na četrtek.

## Dogodki
- 1. januar